# Coppa dei Campioni araba per club 2023 (fase a eliminazione diretta)
La fase a eliminazione diretta della Coppa dei Campioni araba per club 2023 si è disputata tra il 14 febbraio 2023 e il 12 agosto 2023. Hanno partecipato a questa fase della competizione 8 club: le due semifinaliste vincenti si sono sfidate nella finale di Ta'if (Arabia Saudita).

## Date
Tutti i sorteggi vengono effettuati nel quartier generale dell'UAFA a Riad.
| Turno            | Sorteggio           | Data                                                         | Luogo          |
| ---------------- | ------------------- | ------------------------------------------------------------ | -------------- |
| Quarti di finale | 6 marzo 2023 (Riad) | 5-6 agosto 2023                                              | Arabia Saudita |
| Semifinali       | 6 marzo 2023 (Riad) | 9 agosto 2023                                                | Arabia Saudita |
| Finale           | 6 marzo 2023 (Riad) | 12 agosto 2023 allo Stadio Città dello sport Re Fahd (Ta'if) | Arabia Saudita |

## Tabellone
|  | Quarti di finale | Quarti di finale | Quarti di finale |                |           | Semifinali | Semifinali | Semifinali |  |  | Finale | Finale | Finale |  |
|  |                  |                  |                  |                |           |            |            |            |  |  |        |        |        |  |
|  | Al-Ittihad       | Al-Ittihad       | 1                |                |           |            |            |            |  |  |        |        |        |  |
|  | Al-Ittihad       | Al-Ittihad       | 1                |                |           |            |            |            |  |  |        |        |        |  |
|  | Al-Hilal         | Al-Hilal         | 3                |                |           |            |            |            |  |  |        |        |        |  |
|  | Al-Hilal         | Al-Hilal         | 3                |                | Al-Hilal  | Al-Hilal   | 3          |            |  |  |        |        |        |  |
|  |                  |                  |                  |                | Al-Hilal  | Al-Hilal   | 3          |            |  |  |        |        |        |  |
|  |                  |                  | Al-Shabab        | Al-Shabab      | 1         |            |            |            |  |  |        |        |        |  |
|  | Al-Shabab (dtr)  | Al-Shabab (dtr)  | Al-Shabab        | Al-Shabab      | 1         | 0 (5)      |            |            |  |  |        |        |        |  |
|  | Al-Shabab (dtr)  | Al-Shabab (dtr)  |                  |                |           |            |            |            |  |  |        |        |        |  |
|  | Al-Wahda         | Al-Wahda         | 0 (4)            |                |           |            |            |            |  |  |        |        |        |  |
|  | Al-Wahda         | Al-Wahda         | 0 (4)            |                | Al-Hilal  | Al-Hilal   | 1          |            |  |  |        |        |        |  |
|  |                  |                  |                  |                |           |            |            |            |  |  |        |        |        |  |
|  |                  |                  | Al-Nassr (dts)   | Al-Nassr (dts) | 2         |            |            |            |  |  |        |        |        |  |
|  | Al-Sadd          | Al-Sadd          | Al-Nassr (dts)   | Al-Nassr (dts) | 2         | 2          |            |            |  |  |        |        |        |  |
|  | Al-Sadd          | Al-Sadd          |                  |                |           |            |            |            |  |  |        |        |        |  |
|  | Al-Shorta        | Al-Shorta        | 4                |                |           |            |            |            |  |  |        |        |        |  |
|  | Al-Shorta        | Al-Shorta        | 4                |                | Al-Shorta | Al-Shorta  | 0          |            |  |  |        |        |        |  |
|  |                  |                  |                  |                | Al-Shorta | Al-Shorta  | 0          |            |  |  |        |        |        |  |
|  |                  |                  | Al-Nassr         | Al-Nassr       | 1         |            |            |            |  |  |        |        |        |  |
|  | Raja Casablanca  | Raja Casablanca  | Al-Nassr         | Al-Nassr       | 1         | 1          |            |            |  |  |        |        |        |  |
|  | Raja Casablanca  | Raja Casablanca  |                  |                |           |            |            |            |  |  |        |        |        |  |
|  | Al-Nassr         | Al-Nassr         | 3                |                |           |            |            |            |  |  |        |        |        |  |

## Partite

### Quarti di finale

#### Sorteggio
| Gruppo | Testa di serie  | Non testa di serie |
| ------ | --------------- | ------------------ |
| A      | Al-Ittihad      | Al-Shorta          |
| B      | Al-Sadd         | Al-Hilal           |
| C      | Al-Shabab       | Al-Nassr           |
| D      | Raja Casablanca | Al-Wahda           |

#### Risultati
| Squadra 1       | Risultato       | Squadra 2 |
| --------------- | --------------- | --------- |
| Al-Ittihad      | 1 - 3           | Al-Hilal  |
| Al-Shabab       | 0 - 0 (5-4 dtr) | Al-Wahda  |
| Al-Sadd         | 2 - 4           | Al-Shorta |
| Raja Casablanca | 1 - 3           | Al-Nassr  |

##### Tabellini
| Arbitro: | Khaled Saleh Al-Turais |

|                      |           |                                                |
| Afif 24’ (rig.), 81’ | Marcatori | 32’ Khudhair 59’ (rig.), 78’ Rostam 70’ Farhan |

| Arbitro: | Abdulrahman Al-Jassim |

|             |           |                                                         |
| Romário 56’ | Marcatori | 14’ Milinković-Savić 45+3’ (rig.) Al-Dawsari 70’ Malcom |

| Arbitro: | Mahmoud El Banna |

|                 |           |                                         |
| Madu 41’ (aut.) | Marcatori | 19’ C. Ronaldo 29’ Al-Ghanam 38’ Fofana |

| Arbitro: | Lahlou Benbraham |

|                                            |                      |                                           |
| Banega Al Tambakti Babhri Al Ammar Kanabah | Tiri di rigore 5 – 4 | João Pedro Guanca Juma Noorollahi Pimenta |

### Semifinali

#### Risultati
| Squadra 1 | Risultato | Squadra 2 |
| --------- | --------- | --------- |
| Al-Hilal  | 3 - 1     | Al-Shabab |
| Al-Shorta | 0 - 1     | Al-Nassr  |

##### Tabellini
| Arbitro: | Adel Ali Al Naqbi |

|  |           |                       |
|  | Marcatori | 75’ (rig.) C. Ronaldo |

| Arbitro: | Amin Omar |

|                                       |           |             |
| Kanno 9’ Malcom 45+3’ Al-Hamdan 90+5’ | Marcatori | 56’ Cuéllar |

### Finale
| Arbitro: | Redouane Jiyed |

|             |           |                     |
| Michael 51’ | Marcatori | 78’, 98’ C. Ronaldo |